# كيفن هارمس
كيفن هارمس (4 يوليو 1984 بجوهانسبرغ في جنوب أفريقيا - ) هو لاعب كرة قدم كندي في مركز الوسط. شارك مع منتخب كندا تحت 20 سنة لكرة القدم ومنتخب كندا لكرة القدم. أما مع النوادي، فقد لعب مع ترومسو إيدريتسلاغ وفانكوفر وايتكابس ولوس أنجلوس غلاكسي ونادي تورونتو ونادي شيفاز يو إس أي وسان أنتونيو سكوربيونز وفانكوفر وايتكابس (نادي كرة قدم) ونادي نيترا.

## وصلات خارجية
- كيفن هارمس على موقع الاتحاد الدولي (مؤرشف)  (الإنجليزية)
- كيفن هارمس على موقع الدوري الأمريكي (الإنجليزية)
- كيفن هارمس على موقع قاعدة بيانات كرة القدم.إي يو (الإنجليزية)
- كيفن هارمس على موقع ناشيونال فوتبول تيمز (الإنجليزية)